# Província de Siena
La província de Siena és una província forma part de la regió de la Toscana dins Itàlia. La seva capital és Siena.
Limita al nord amb la ciutat metropolitana de Florència, al nord-est de la província d'Arezzo, al sud-est amb la regió d'Umbria (províncies de Perusa i Terni), al sud amb el Laci (Viterbo), al sud-oest amb la província de Grosseto i a l'oest amb la província de Pisa.
Té una àrea de 3.820,98 km², i una població total de 268.660 hab. (2016). Hi ha 35 municipis a la província.